# Jorge Ayala (Gangster)

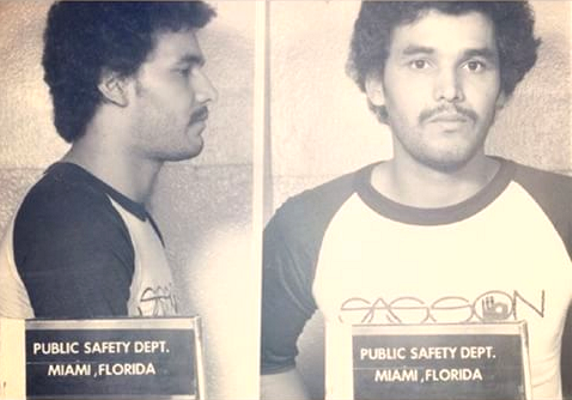
Jorge „Rivi“ Ayala

Jorge „Rivi“ Ayala (* in Cali, Kolumbien) ist ein ehemaliger kolumbianischer Autodieb, Drogenhändler und Auftragsmörder für Griselda Blanco. Er gestand die Beteiligung an 29 Tötungen während des sogenannten „Kokainkriegs“ in Miami und war mutmaßlich an 12 weiteren Mordfällen beteiligt.

## Leben

### Frühe kriminelle Karriere
Jorge Ayala wuchs in Chicago auf. Er arbeitete als Mechaniker bei General Motors, wo er, wie er selbst sagte, lernte, wie man in Autos einbricht. Er stahl mit Komplizen bis zu 6 Autos in einer Nacht, welche dann an Autoschieber verkauft wurden. Zu dieser Zeit hatte er diverse gefälschte Führerscheine, welche nachweislich unter Namen wie Ed Vasquez, Jorge Rivera, Ed Ramirez, Jorge Cuesta und Carlos Mendez liefen.
1980 lernte er bei einem Streit um einen Parkplatz John „El Flaco“ Castrillion kennen und ging nach Miami, um dort für ihn und die Organisation von Griselda „La Madrina“ Blanco und ihren Mann Alfonso Lopez Trujillo als Mitglied des berüchtigten Medellín-Kartells zu arbeiten. Anfänglich verdiente er nach eigenen Aussagen 1.000 US-Dollar pro Tag, indem er Drogen ablieferte, Gelder abholte und Marihuana verkaufte.

### Killer für das Kartell
Eines Tages verhinderte Ayala im Club Jacaranda unwissentlich einen Anschlag auf zwei Brüder, die sich in einer Fehde mit der Trujillo-Blanco-Organisation befanden. Ayala versprach Blanco als Wiedergutmachung, die entkommenen Brüder ausfindig zu machen und sie zu töten – für jeden der beiden sollte er 50.000 Dollar erhalten.
Nachdem Griselda Blancos Sohn Osvaldo ihren Chefkiller Jesús „Chucho“ Castro provoziert hatte und dieser ihn darauf schwer beleidigte, befahl Blanco 1982 Ayala die Liquidierung Castros. Bei einer Autoverfolgungsjagd und darauffolgender Schießerei kam versehentlich der knapp dreijährige Sohn Castros ums Leben. Der Mord an einem unschuldigen Kleinkind löste innerhalb der Organisation bis nach Kolumbien große Proteste und Empörung aus und veranlasste den Vorsitzenden des Medellín-Kartells, Jorge Luis Ochoa Vásquez, Blanco streng zu maßregeln und man versuchte sie von Miami fernzuhalten, was jedoch nicht gelang, da Blanco mittlerweile weitgehend selbstständig operierte.
Von 1982 bis 1984 nahm Ayala die Funktion von Castro innerhalb der Bande ein und war maßgeblich an allen wichtigen Auftragsmorden beteiligt. Zu dieser Zeit besaß er Häuser in Palm Beach, St. Augustine und Chicago.
Ayala und seine Gruppe töteten im Juni 1982 in South Miami Alfredo und Grizel Lorenzo in ihrem Wohnhaus im Beisein ihrer Kinder, nachdem sie von Blanco Ware auf Kommission bezogen hatten und nicht rechtzeitig zahlten. Ursprünglich lautete Blancos Befehl die Liquidierung sämtlicher im Haus befindlichen Personen, einschließlich der unbeteiligten Kinder, was jedoch von Ayala verweigert wurde. Ayala musste Miguel „Miguelito“ Perez Mejia, der zusätzlich Geld kassieren wollte, mit vorgehaltener Waffe davon abhalten, die Kinder zu töten.
Paco „Papo“ Mejia, ein früheres Mitglied der Trujillo-Blanco-Organisation, machte Geschäfte auf eigene Rechnung und sollte daher auf Befehl Blancos liquidiert werden. Ayala wurde nach New York geschickt und eliminierte innerhalb von 24 Stunden elf Mitglieder aus dem näheren Umfeld Mejias, darunter seinen Vater Octavio. Mejia entkam dieser Aktion, worauf beschlossen wurde, sein Haus in Miami mit Dynamit zu sprengen. Der Anschlag gelang, das Haus war jedoch leer. Schließlich lauerte ihm Miguel Perez am 15. September 1982 am Flughafen von Miami auf und stach ihn in aller Öffentlichkeit mit mehreren Bajonettstichen nieder. Mejia überlebte jedoch den Anschlag, während Perez verhaftet und zu 15 Jahren Gefängnis verurteilt wurde. An jenem Tag befand sich auch Ayala selbst am Flughafen.

### Ausstieg und Verhaftung
1983 trennte sich Darío Sepúlveda, Vater von Michael Corleone Sepulveda Blanco, von Griselda und ging mit seiner neuen Freundin nach Kolumbien. Er bot Ayala an, mit ihm zu kommen und der Kopf seines dortigen Geschäfts zu werden. Doch da der Druck durch die Strafverfolgung zu dieser Zeit stark anstieg, sagte Ayala, er wolle zurück nach Chicago, da er laut eigenen Aussagen genug von all dem Morden hatte. Auch Griselda bot ihm an, nicht mehr für die Morde, sondern alternativ für das Geschäftliche zuständig zu sein; auch dieses Angebot lehnte Rivi ab, kaufte sich ein neues Haus in Chicago und verkaufte dort bis zu 30 Kilo Kokain pro Woche.
Im Juni 1984 erhielt Ayala einen Anruf von Griselda mit der Bitte, für sie ihren einstigen Auftragsmörder Jaime Bravo (Neffe von Alberto Bravo und Verwandter von Darío Sepúlveda) für 100.000 US-Dollar, den Drogenschmuggler Rafael Cardona Salazar für 500.000 US-Dollar und jeden weiteren für 50.000 US-Dollar umzubringen, da sie sich durch die Ermordung von Darío Sepúlveda im Krieg mit ihrer eigenen Organisation befand. Aus Loyalität tat er ihr den Gefallen und bereits eine Woche später ermordete er drei Männer aus dem besagten Umfeld. Jaime Bravo, Miguel „Cumbamba“ Velez und fünf weitere Männer lauerten Rivi in einem Einkaufszentrum auf, dieser konnte die Situation jedoch unversehrt überleben, da sich in seiner unmittelbaren Nähe zwei Polizisten befanden und er so tat, als würde er sie um Hilfe bitten. Später bot Salazar ihm eine Million US-Dollar für den Kopf von Griselda, was er jedoch ablehnte.
Der Drogenschmuggler Max Mermelstein wurde 1985 in Kalifornien verhaftet. Um einer langjährigen Gefängnisstrafe zu entgehen, sagte Mermelstein gegen das Medellín-Kartell aus und wurde ein langjähriger, wichtiger Informant für das FBI. Durch seine Aussagen wurden im gleichen Jahr unter anderem auch Griselda Blanco und drei ihrer Söhne verhaftet. Etwa zur selben Zeit wurden auch Ayala und sein Bruder am Flughafen in Miami mit einem gestohlenen Auto und im Besitz von Kokain festgenommen. Er kam zunächst in ein Zeugenschutzprogramm. Ayala berichtete, dass Blanco aus nichtigen Gründen und Sadismus töten ließ. War ein Zahlungsziel überfällig, so wurde das Geld vom Schuldner gewaltsam eingetrieben und die Person auf möglichst grausame Art getötet, um sich somit als einzige Frau durch Terror und ausgesprochene Härte in der traditionell von Männern dominierten, gewalttätigen kolumbianischen Drogenszene Respekt und Geltung zu verschaffen.
Er wurde im Jahr 1993 für die von ihm gestandenen Morde an Johnny Castro sowie Alfredo und Grizel Lorenzo zu einer lebenslänglichen Haftstrafe mit der Möglichkeit auf vorzeitige Entlassung nach 25 Jahren verurteilt und entkam der Todesstrafe, da er gegen Griselda Blanco aussagte. Durch seine Aussage erfuhren die Behörden von 14 unterschiedlichen Mordfällen durch Griseldas Organisation. Für einen Prozess gegen Griselda Blanco musste Ayala als Zeuge jedoch fallengelassen werden, da er in einen handfesten Telefonsex-Skandal mit Sekretärinnen des Miami-Dade-Staatsanwaltbüros verwickelt war.

### Letzte Jahre
Am 6. Juni 2004 wurde Griselda Blanco aus dem Gefängnis entlassen und am selben Tag wurde Ayala im Gefängnis von Miami niedergestochen. Er überlebte, weigerte sich aber, seinen Angreifer zu identifizieren. Ayalas Anwalt James („Jim“) Lewis versuchte mehrmals auf Basis seiner substantiellen Zusammenarbeit mit der Strafverfolgung in den 1980er Jahren, seine Haftstrafe reduzieren zu lassen. Aktuell (2025) ist er immer im Staatsgefängnis von Florida inhaftiert. Sein fiktiver Entlassungstermin ist mit 18. Mai 2137 festgelegt.

## Dokumentationen
- 2006: Cocaine Cowboys
- 2008: Cocaine Cowboys 2